# ケルト人

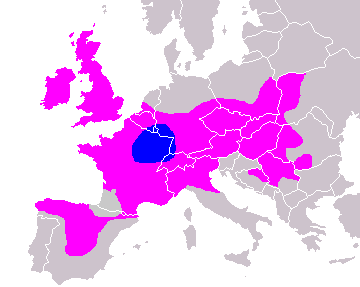
ケルト人の分布
● - 紀元前1500年から紀元前1000年
● - 紀元前400年

ケルト人（ケルトじん、英語: Celt, Kelt [ˈkɛlt], Celt では [ˈsɛlt] とも）は、以前は黒海沿岸部から馬と車輪付きの乗り物（戦車、馬車）を持ってヨーロッパに渡来したインド・ヨーロッパ語族ケルト語派の言語を用いていた民族であると考えられていた。ケルトとは古代ローマで単に「未知の人」を意味し、民族を示す言葉として用いられてはいない。
現在のケルトという言葉は、言語・文化の区分を示すための近現代になってから作られた用語であり、古代から中世において右図で表されている地域の住民が「ケルト人」として一体的な民族意識を持っていたとは考えられていない。そのため歴史学などでは、「ケルト人 (Celts) 」という言葉は使わず、先住の人々のことを「ケルト系 (Celtic) 」という言葉を便宜的に使っている。ケルト人は移動を続け定住せず、文化的にも様々で、そのためキリスト教進出以前にヨーロッパにいて、ゲルマン人のようにはキリスト教に帰依しなかった民族の総称だという表現をされることもある。井村君江は強いていえば「ケルト語族の言語を話す人々」としているので、現在、ケルト語を話さなくなった人々のことをケルト人というのは定義に当てはまらない。
古代ローマ人からはガリア人とも呼ばれていたが、「ケルト人」と「ガリア人」は必ずしも同義ではなく、ガリア地域に居住してガリア語またはゴール語を話した人々のみが「ガリア人」なのだとも考えられる。

## 大陸
青銅器時代に中部ヨーロッパに最初に来た人々は、その後期から鉄器時代初期にかけて、ハルシュタット文化（紀元前1200年 - 紀元前500年）を発展させたと考えられてきた。当時欧州の文明の中心地であったギリシャやエトルリアからの圧倒的な影響下で、ハルシュタット文化はラ・テーヌ文化（紀元前500年 - 紀元前200年）に発展する。ちなみに、イギリスの世界遺産であるストーンヘンジはより古い新石器時代～青銅器時代(紀元前3千年～2千年) の建造と以前は考えられていた。
先住の人々の社会は鋭利な鉄製武器を身に付け、馬に引かれた戦車に乗った戦士階級に支配され、欧州各地に分立したと想像されてきた。彼らは南欧の文明社会としきりに交易を行い、その武力によって傭兵として雇われることもあり、ギリシャ・ローマの文献に記録が残されている。紀元前400年頃にはマケドニアの金貨に影響されて、各地で金貨を製造するようになった。また、人々の一部はバルカン半島へ進出し、マケドニア、テッサリアなどを征服。ギリシャ人は彼らをガラティア人と呼んだ。紀元前3世紀に入ると、さらにダーダネルス海峡を経由して小アジアへ侵入し、現在のアンカラ付近を中心に小アジア各地を席巻した。
やがて紀元前1世紀頃に入ると、各地の先住の人々は他民族の支配下に入るようになる。ゲルマン人の圧迫を受けた人々は、西のフランスやスペインに移動し、紀元前1世紀にはローマのガイウス・ユリウス・カエサルらによって征服される。カエサルの『ガリア戦記』はガリア（ゴール）の先住の人々の社会に関する貴重な文献である。やがて500年にわたってローマ帝国の支配を受けたガリアのケルト人（フランス語ではゴール人）は、被支配層として俗ラテン語を話すようになり、ローマ文化に従い、中世にはゲルマン系のフランク人に吸収されフランス人に変質していく。

## ブリテン諸島
ケルト人がいつブリテン諸島に渡来したかははっきりせず、以前は鉄製武器をもつ戦士集団によって征服されたとされていたが、遺伝子などの研究から新石器時代の先住民（ケルト以前の巨石文化の担い手）が大陸の文化的影響によって変質したとする説もある。いずれにしてもローマ帝国に征服される以前のブリテン島には戦車に乗り、鉄製武器をもつ部族社会が展開していたがこれらはケルト人とはいえない。
西暦1世紀にイングランドとウェールズはローマの支配を受け、この地方はローマ化するが、5世紀にゲルマン人がガリアに侵入すると、ローマ帝国はブリタンニアの支配を放棄し、ローマ軍団を大陸に引き上げた。この間隙を突いてアングロ・サクソン人が海を渡ってイングランドに侵入し、アングロサクソンの支配の下でローマ文明は吸収されていった。
しかし、同じブリテン島でも西部のウェールズには、ケルトの言語が残存した。スコットランドやアイルランドはもともとローマの支配すら受けなかった地域であると言われていたが、実は、ローマと直接交流していた形跡が見つかっている。
ギリシャ人とローマ人は、ケルト人を「背が高く金髪あるいは赤みのかかった髪で肌が白い」と表現していた。しかし、現代の大陸のケルト人はどちらかというと背が低く浅黒い肌の人が多い。これは大陸のケルトと島のケルトが同じ文化と言語を共有しているものの生物学的には同一ではないことを示している。

## 宗教
当初の宗教は自然崇拝の多神教であり、ドルイドと呼ばれる神官がそれを司っていたといわれているが、ドルイドがどのようなものかわかっておらず、ドルイドに関するほとんどが、近世に脚色されたものである。
初期のドルイドは、祭祀のみでなく、政治や司法などにも関わっていた。
ドルイドの予言の儀式では人身供犠が行われていることを、多くの古典古代の著述家たちが記述している。ドルイドの教義では現世と来世は連続的であるとされ、ケルト人は輪廻転生と霊魂の不滅を信じていた。ポンポニウス・メラやユリウス・カエサルは、ケルト人の戦いにおける勇敢さや人命への軽視とケルト人の死生観を結びつけて考えた。また、ドルイド教との関係は不明だが、未来において天が降ってくることを怖れていることが記されている等、一定の宗教的観念が広まっていたとみられる。
また、アイルランドには人頭崇拝の風習があった。人の頭部は魂の住処となる神性を帯びた部位であり、独自に存在し得るものと考えた。敵の首級を所有することでその人物の人格や魂を支配できると信じ、戦争で得られた首級は門などの晴れがましい場所に飾られたり、神殿への供物や家宝として扱われた。アイルランドの芸術には人頭のモチーフが多くみられ、アイルランドではキリスト教改宗後も教会や聖所の装飾に多くの人頭があしらわれている。
ブリテン島では、4世紀にはキリスト教が根づいた。その後、ヴァイキングの侵入やノルマン・コンクエストの影響で、キリスト教以前の宗教はしだいに一時衰退した。
アイルランドでは、6世紀末～8世紀初めにキリスト教化する方針が取られた。アイルランドでのキリスト教は、9～10世紀のヴァイキングの侵入によって衰退した。

## 文化

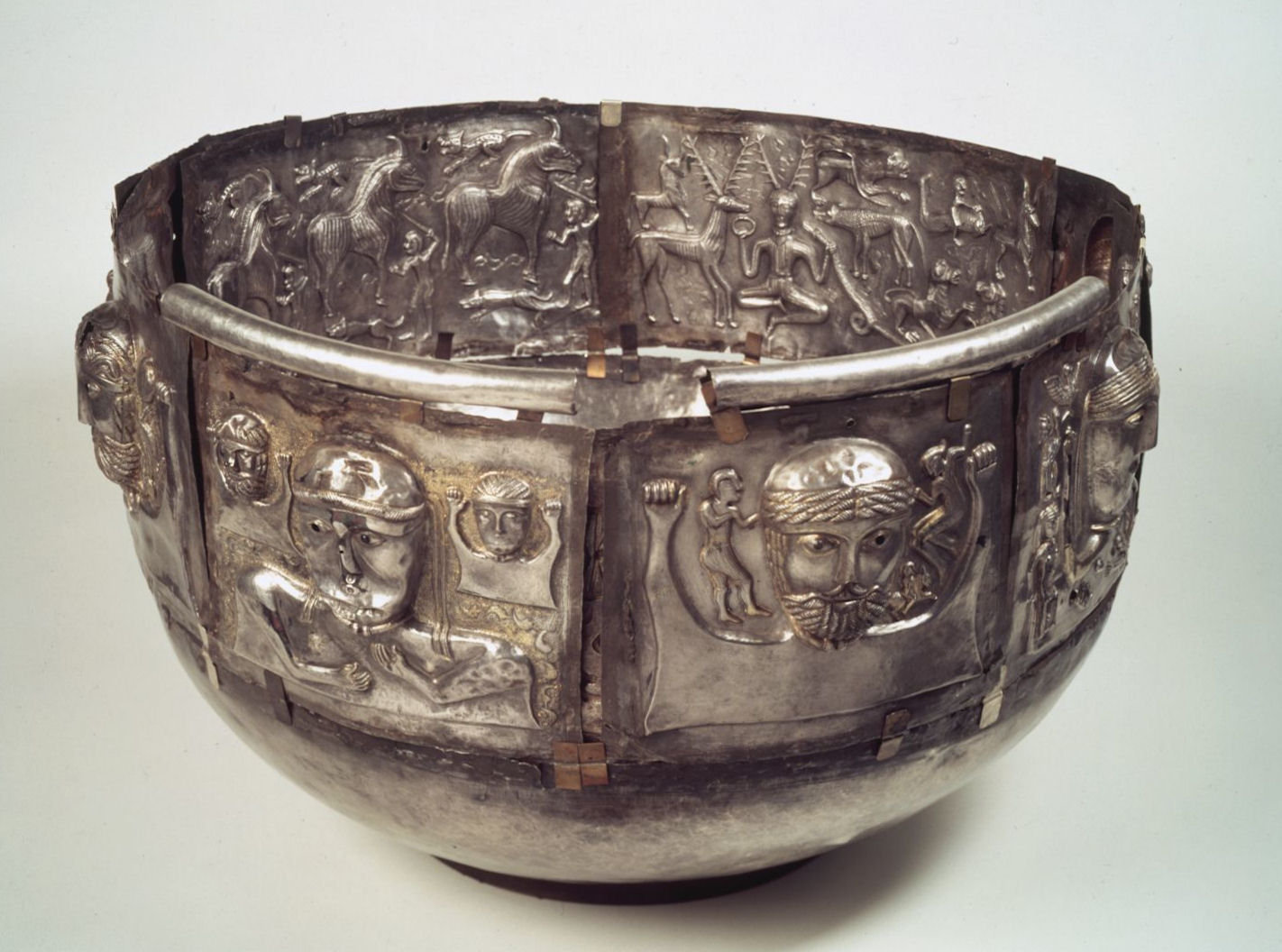
鉄器時代のケルトの銀器 (グンデストルブの大鍋)

儀式を行うのはドルイドであったかもしれないがよく分かっていない。
碑文などの言記表記をする際に後にギリシア語やラテン語を参考にして、アイルランド独自のオガム文字が生まれた。これは4世紀から7世紀頃まで碑文等に表記をする際に使用されたが、基本的には文字を持たない文化であった。後世にアイルランドがキリスト教化すると、オガム文字はラテン文字に取って代わられた。

アイルランドのそれまでの文化はキリスト教と融合した。（各項を参照。）

## 現代のケルト系諸言語

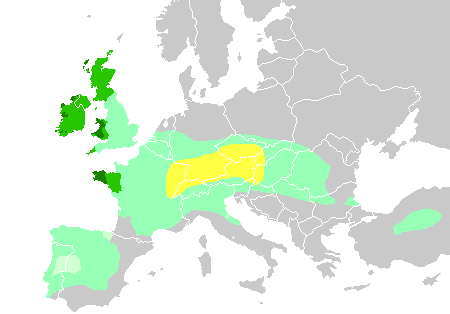
ケルト語の分布の変化。
紀元前6世紀頃の、ハルシュタット文明として栄えたケルト人のいた地域
紀元前3世紀頃、ケルト人の最大分布
ケルト人がいた可能性がある、イベリア半島中のルシタニア人のいた地域
近世にある程度のケルト人がいたとされる6つの国からなるケルト国家群 (en)
現在ケルト系の言語が広く使われている地域

ケルト語派の言語が話される国はアイルランド、スコットランド、マン島、ウェールズ、及びブルターニュである（これにコーンウォールを加えることもある）。しかし、その5ヶ国の人々の中で、まだケルト系言語を使って日常的生活を送る人の数は30%程度を超えない。アイルランドでのゲール語復活は失敗と結論づけられている。
しかし近年、様々なケルト語再生運動がそれらの言語の衰退を止めることを目的として行われている。この再生運動の有効例として、ウェールズにおいてウェールズ語を教える学校が政府から公金を受け、その学校数が増えて来たということが挙げられる。
現存するケルト語派の言語とそれぞれの話者人口は、以下の通りである。
- アイルランド語（母語人数：〜30,000人；よく話せる人数：〜100,000人）
- スコットランド・ゲール語（母語人数：〜45,000人）
- ウェールズ語（母語人数：〜200,000人）
- マン島語
- コーンウォール語
- ブルトン語（母語人数：〜750,000人）

## 遺伝子
ケルト人に関連する遺伝子としてハプログループR-S116が挙げられる。ハプログループR-S116はイタリック語派とも関連しており、イタロ・ケルト語派仮説を支持するものである。